# Sabanalarga (Casanare)
Sabanalarga é um município da Colômbia, localizado no departamento de Casanare.